# Cuaespinós de les araucàries
El cuaespinós de les araucàries (Leptasthenura setaria) és una espècie d'ocell de la família dels furnàrids (Furnariidae) que habita els boscos d'Araucaria de les terres baixes del sud-est del Brasil i nord-est de l'Argentina.